# Antongilia unispinosa
Antongilia unispinosa är en insektsart som beskrevs av Carl 1913. Antongilia unispinosa ingår i släktet Antongilia och familjen Bacillidae. Inga underarter finns listade i Catalogue of Life.